# Marlies Sieburg
Marlies Sieburg (* 18. November 1959 in Buir) war  Bürgermeisterin der etwa 64.000 Einwohner zählenden Stadt Kerpen im Rhein-Erft-Kreis, Nordrhein-Westfalen.
Nach dem Abitur im Jahre 1978 am Rurtalgymnasium in Düren studierte sie bis 1985 an der RWTH Aachen die Fächer Mathematik und Informatik. Das Studium schloss sie als Diplom-Mathematikerin ab. 
Danach war sie etwa sechs Jahre lang Anwendungsberaterin bei einer Gesellschaft in Aachen. 1991 wechselte sie zur Sparkasse KölnBonn und war dort zuständig für Controlling-Anwendungen.
Von 1984 bis 2004 war Sieburg Stadtverordnete. Von 1994 an war sie zehn Jahre lang stellvertretende Fraktionsvorsitzende der SPD im Stadtrat. Außerdem war sie von 1994 bis 1999 Ortsvorsteherin ihres Heimatortes Buir. 
Von  Oktober 2004 bis zum 20. Oktober 2015 war sie hauptamtliche Bürgermeisterin der Stadt Kerpen. Damit sie diese Tätigkeit übernehmen konnte, wurde sie für fünf Jahre von der Sparkasse ohne Bezüge beurlaubt.
Am 26. August 2014 gab sie bekannt, aus gesundheitlichen Gründen nicht für eine weitere Amtszeit kandidieren zu wollen.